# Gokoku-ji
Le Gokoku-ji (護国寺) est un temple du bouddhisme Shingon situé dans le quartier Bunkyō de Tokyo.

## Histoire
Le temple est fondé par le cinquième shogun Tokugawa Tsunayoshi, qui le dédie à sa mère. Il se distingue pour avoir survécu aux bombardements américains pendant la guerre alors que la plupart des autres sites historiques à Tokyo ont été transformés en décombres — dont Meiji-jingū, reconstruit en 1958.

## Personnalités enterrées au temple
- Sanjō Sanetomi (1837-1891), dernier daijō-daijin.
- Yamada Akiyoshi (1844-1892), ministre de la Justice et lieutenant-général Armée impériale japonaise, et fondateur de l'école de droit Nihon (actuelle université Nihon) et Kokugakuin (actuelle université Kokugakuin).
- Josiah Conder (1852-1920), architecte britannique et oyatoi gaikokujin.
- Ōkuma Shigenobu (1838-1922), 8e (1898) et 17e (1914-1916) Premier ministre du Japon.
- Yamagata Aritomo (1838-1922), maréchal de l'Armée impériale japonaise et 3e (1889-1891) puis 9e (1898-1900) premier ministre du Japon.
- Ōkura Kihachirō (1837-1928), un entrepreneur.
- Dan Takuma (1858-1932), un ancien directeur général de Mitsui (Mitsui Group).
- Seiji Noma (1878-1938), fondateur du Kōdansha.
- Masuda Takashi (1848-1938), fondateur de Mitsui & Co. (Mitsui Bussan) et Chugai-Bukka-Sinpo (actuel Nihon Keizai Shimbun) et aussi connu comme maître de la cérémonie du thé.
- Ikeda Shigeaki (1867-1950), homme politique et ancien gouverneur de la Banque du Japon.
- Tempū Nakamura (1876-1968), maître des art martiaux et promoteur du yoga.
- Masutatsu Ōyama (1923-1994), maître de karaté et fondateur du Kyokushinkaikan.
- Ikuma Dan (1924-2001), compositeur, petit-fils de Dan Takuma.

## Sources
- Isaac Titsingh, Annales des empereurs du Japon, Paris, Royal Asiatic Society/Oriental Translation Fund of Great Britain and Ireland, 1834 (OCLC 251800045) ; voir aussi Imprimerie royale de France (OCLC 311322353).